# Body Language (canción de Queen)
«Body Language» (impreso como "Body Language ↑⬱") (en español: "Lenguaje corporal") es una canción perteneciente los géneros dance/funk y disco/rock, escrita por Brian May y Freddie Mercury, realizada por la banda de rock inglesa Queen como parte de su álbum Hot Space en 1982, del cual fue lanzado como segundo sencillo con Life Is Real como lado B. El sencillo alcanzó y llegó tan solo al puesto veinticinco #25 en el Reino Unido, mientras que fue un mayor éxito en Estados Unidos, donde llegó al puesto once #11 y fue una canción que pegó y que sonó mucho en las radios.

## Historia
La llegada de esta canción comienza con el éxito masivo de Another One Bites the Dust, que inspiró a Queen a abandonar temporalmente sus raíces glamorosas a principios de la década de 1980 y experimentar con música disco, funk y soul, y que hizo que la banda se desprendiera de sus raíces más pegadas hacia el Hard rock, dando como resultado un disco más experimental. El resultado fue Hot Space, un disco con influencias del dance o la música Disco. De este disco se extrae esta canción, que tuvo un éxito regular en comparación con anteriores canciones de Queen. "Body Language" y su álbum padre Hot Space fueron los resultados de este cambio. "Body Language" es notable por su casi total ausencia de guitarra; Acordes de guitarra atmosféricos salpican con moderación el cuerpo de la canción, mientras se escucha un breve riff de dos notas durante el desvanecimiento. La característica clave de la canción fue su producción mínima y escasa, con el énfasis de letras "sugestivas", un bajo sintetizado "slinky" (tocado en un Oberheim OB-X) y los gemidos del escritor Freddie Mercury. Esta canción se tocó dos veces durante la etapa europea del Hot Space Tour, y la primera actuación se realizó en Viena el 13 de mayo. A menudo tuvo una reacción tibia, aunque el arreglo en vivo era muy diferente del estudio. La canción se tocó mucho más a menudo en la etapa de los EE. UU., donde la canción logró más éxito comercial.
El título completo de la canción, tal como está impreso tanto en el sencillo como en la funda del álbum Hot Space, es "Body Language ↑ ⬱". El uso y la pronunciación de las flechas nunca fue explicado por ningún miembro de Queen, aunque las flechas aparecieron como parte de la portada del sencillo y en su vídeo, donde estaban pintadas en los cuerpos de las modelos, mientras que Freddie Mercury también usaba camisas, y una chaqueta de cuero blanco durante la gira posterior del álbum que tenía diseños de flechas similares.

## Vídeo
El vídeo de la canción fue el primero en ser censurado por la MTV, a causa de la desnudez, a pesar de que todos los miembros del grupo estaban totalmente vestidos. Su tono erótico generó mucha controversia, y se lo consideró inadecuado para la audiencia debido a  la abundancia de piel desnuda y sudor presente en el vídeo.

## Reacción
El cambio drástico provocó que el sencillo se detuviera [cita requerida] en el #25 en las listas del Reino Unido. Sin embargo, fue mucho mejor en los EE. UU., donde los estadounidenses parecían ser mucho más partidarios de las incursiones de Queen en la música de baile. "Body Language" alcanzó el puesto #11 en el Billboard Hot 100 y el número treinta en la lista de almas. El lado B es "Life Is Real (Song for Lennon)", este sencillo fue lanzado poco más de un año después del asesinato del ex Beatle.
En los Estados Unidos, el vídeo musical que lo acompaña causó una considerable controversia. Sus matices eróticos y la abundancia de  piel y sudor hicieron que se lo considerase inadecuado para una audiencia televisiva en 1982. El vídeo musical parodió el del "Video Killed The Radio Star" de The Buggles al ser memorablemente anunciado como el "primer vídeo musical para ser expulsado de MTV", que tiene el récord mundial Guinness. (El vídeo musical de los Buggles se anunció como el primer vídeo musical en promover el lanzamiento de la estación, seguido del vídeo de "You Better Run" de Pat Benatar).
En una reseña de la revista Rolling Stone, el crítico John Milward describió la canción como "una pieza de funk que no es divertida".

## Apariciones en otros medios
- Fue bailada en las actuaciones en solitario de Blake McGrath y Jessica Fernández en So You Think You Can Dance. También lo fue en el Top 12 como una Jazz routine por Pasha Kovalev y Sara Von Gillern en So You Think You Can Dance (Tercera temporada). Sucedió lo mismo en la duodécima temporada en el Top 10 de Stage dance.

- "Body Language" puede escucharse brevemente en el documental de 1984 Stripper, siendo interpretada por la bailarina Sara Costa.
- La canción apareció en un episodio de Nip/Tuck.
- Los Foo Fighters usaron "Body Language" y la usó en un vídeo promocionando la gira de su álbum Wasting Light, llamado «Hot Buns». Dave Grohl declaró o dijo que la canción fue utilizada en el vídeo, en el cual presenta y aparecen los miembros de la banda bailando desnudos en una ducha, porque «suena como la banda sonora de una porno gay».

## Créditos
- Escrita por: Freddie Mercury
- Producida por: Queen y Mack
- Músicos:
- Freddie Mercury: voz líder y coros, sintetizador, máquina de batería, bajo sintetizado
- Brian May: guitarra eléctrica hacia el final
- Roger Taylor: batería electrónica

- Datos: Q302282